# Wysznewe (rejon połohowski)
Wysznewe (ukr. Вишневе) – wieś na Ukrainie, w obwodzie zaporoskim, w rejonie połohowskim, w hromadzie Małyniwka. W 2001 liczyła 40 mieszkańców.